# Campeonato Mundial de Ginástica Artística de 2013 - Solo feminino
A competição de solo feminino do Campeonato Mundial de Ginástica Artística de 2013 teve sua final disputada no dia 6 de outubro. A qualificatória que definiu as ginastas finalistas foi disputada em 1 e 2 de outubro.

## Medalhistas
| Ouro   | USA Simone Biles    |
| Prata  | ITA Vanessa Ferrari |
| Bronze | ROU Larisa Iordache |

## Resultados

### Qualificatória
Esses são os resultados da qualificatória.
| Pos. | Ginasta                | Total  | Nota |
| ---- | ---------------------- | ------ | ---- |
| 1    | USA Simone Biles       | 15,033 | Q    |
| 2    | ROU Sandra Izbasa      | 14,733 | Q    |
| 3    | ROU Larisa Iordache    | 14,500 | Q    |
| 4    | ITA Vanessa Ferrari    | 14,500 | Q    |
| 5    | JPN Mai Murakami       | 14,466 | Q    |
| 6    | USA Kyla Ross          | 14,333 | Q    |
| 7    | USA McKayla Maroney    | 14,333 |      |
| 8    | SUI Giulia Steingruber | 14,033 | Q    |
| 9    | CAN Elsabeth Black     | 14,000 | Q    |
| 10   | HUN Noemi Makra        | 13,966 | R    |
| 11   | NED Noel van Klaveren  | 13,933 | R    |
| 12   | VEN Jessica Lopez      | 13,766 | R    |

- Q - qualificada para a final
- R - reserva

### Final
Esses são os resultados da final.
| Pos. | Ginasta                | Nota D | Nota E | Pen. | Total  |
| ---- | ---------------------- | ------ | ------ | ---- | ------ |
|      | USA Simone Biles       | 6,500  | 8,500  |      | 15,000 |
|      | ITA Vanessa Ferrari    | 6,200  | 8,433  |      | 14,633 |
|      | ROU Larisa Iordache    | 6,100  | 8,500  |      | 14,600 |
| 4    | JPN Mai Murakami       | 6,200  | 8,266  |      | 14,466 |
| 5    | SUI Giulia Steingruber | 6,100  | 8,233  |      | 14,333 |
| 5    | USA Kyla Ross          | 5,700  | 8,633  |      | 14,333 |
| 7    | ROU Sandra Izbasa      | 6,100  | 7,633  | 0,1  | 13,733 |
| 8    | CAN Elsabeth Black     | 5,700  | 7,966  | 0,1  | 13,566 |